# Boondox
Boondox, właściwie David Hutto – amerykański raper, pochodzący z Covington w stanie Georgia, nagrywający dla Psychopathic Records.
Występuje jako morderczy strach na wróble z południa. Jest pierwszym raperem w Psychopathic Records, niepochodzącym z dużego miasta.

## Życiorys
David Hutto urodził się w hrabstwie Richmond w stanie Georgia, jednak wychowywał się w mieście Covington w hrabstwie Newton. W wieku dwóch lat jego wujek próbował utopić go w basenie.
Zanim zdecydował się zostać raperem, grał na gitarze basowej w kilku lokalnych zespołach metalowych.
W 2002 roku Hutto (pod pseudonimem „Turn Coat Dirty”) dołączył do grupy Southern Hustlas Inc.
W 2005 roku Turn Coat Dirty wystąpił na „Underground Psychos Contest”, który odbył się podczas Gathering of the Juggalos 2005.
Mimo że odpadł już podczas pierwszej rundy, jego talent został zauważony przez Violent J’a z Insane Clown Posse. Po kilku rozmowach telefonicznych Hutto przyjął ksywę Boondox i podpisał kontrakt z Psychopathic Records, zastępując miejsce ABK-a, który odszedł z wytwórni na początku 2006 roku.
Pierwszy album Boondoxa, The Harvest, został wydany 11 lipca 2006 roku. Na płycie gościnnie wystąpili Axe Murder Boyz, Blaze Ya Dead Homie, Insane Clown Posse oraz Twiztid.
Pierwszym singlem promującym album był utwór „They Pray With Snakes”, do którego nakręcono teledysk, wyreżyserowany przez Violent J-a.
W tym samym roku Boondox zaliczył swój debiutancki występ podczas Gathering of the Juggalos 2006, na którym zagrał cztery utwory, „They Pray with Snakes”, „Out Here”, „Diggin’ Myself Out” oraz „Seven”.
Niedługo później, wspólnie z Blaze Ya Dead Homie oraz Axe Murder Boyz, wyruszył na swoją pierwszą trasę koncertową „The Tombstone Terror Tour”.
Wkrótce po zakończeniu „The Tombstone Terror Tour” Boondox ruszył na dwie kolejne trasy, dołączając do ICP na ich „Hallowicked Clown Tour”, a następnie grając koncerty wspólnie z Kottonmouth Kings.
W listopadzie 2006 Boondox nagrał zwrotkę na świąteczny utwór „Hatchet House”, który można było ściągnąć za darmo ze strony insaneclownposse.com.
6 grudnia w serwisie informacyjnym Weekly Freekly Weekly została podana informacja że skończono nagrywanie teledysku do utworu „Red Mist”.
W styczniu 2007 Boondox rozpoczął pracę nad kolejnym materiałem, tym razem EP-ką zatytułowaną Punkinhed, która została wydana 1 maja 2007 roku.
EP-ka spotkała się ze świetnym przyjęciem ze strony Juggalos, którzy określili ją jako jedną z najmroczniejszych wydanych kiedykolwiek przez Psychoptahic Records.
Od momentu gdy Boondox stał się członkiem Psychopathic Records krążyły spekulacje czy zastąpi on miejsce ABK-a w grupach Dark Lotus i Psychopathic Rydas. W jednym z wywiadów Violent J powiedział, że nagrany będzie kolejny album Dark Lotusa, jednak w składzie grupy znajdzie się tylko ICP, Twiztid oraz Blaze. Również w tym samym wywiadzie poinformował, że podczas Gathering of the Juggalos 2007 zostanie wydany nowy album Psychopathic Rydas, na którym udzieli się siedmiu członków, dając tym samym nadzieje że Boondox zapełni jedno z dwóch wolnych miejsc.
4 lipca  podano informację, że po GOTJ, Hutto zabiera się za nagrywanie trzeciego albumu, noszącego nazwę Krimson Creek, który planuje wydać w pierwszej połowie 2008 roku.
13 lipca  oficjalnie potwierdzono, że szóstym członkiem Psychopathic Rydas będzie Boondox, nagrywający pod ksywą „Yung Dirt”, oraz że w składzie grupy znajdzie się ostatecznie sześciu, a nie siedmiu członków, jak początkowo zakładano.
Nawiązując do południowych korzeni Boondoxa, a także do typowego stylu Psychopathic Rydas, ksywa „Yung Dirt” była oczywistą parodią raperów z „Brudnego Południa”.
Podczas seminarium na Gathering of the Juggalos 2007, Boondox ogłosił, że „Krimson Creek” będzie jeszcze bardziej mrocznym albumem niż „PunkinHed”, jak również bardziej osobistym.
W międzyczasie udzielił się gościnnie na płycie Blaze Ya Dead Homie „Clockwork Gray” w utworze „Dead Neck”.
13 listopada  ukazała się trzecia część kompilacyjnego albumu Psychopathics From Outer Space, na którym znalazły się dwa utwory Boondoxa, „My Van” i „Torn Possession”, a także nagrany wspólnie z Shaggy 2 Dope’em i Monoxide’em utwór „Last Day Alive”.
Równo pół roku później LP Krimson Creek wyszedł. Album dotarł na 13. miejsce „Najbardziej Niezależnych Albumów” Billboardu. W tym samym czasie Boondox dograł się gościnnie w utworze „Tried Trued & Tested” na albumie Dirtballa Crook County, który miał premierę dokładnie tego samego dnia co „Krimson Creek”.
Od początku 2008 roku Hutto regularnie udziela się na mixtape’ach DJ Claya.
W kwietniu 2009 Boondox, wspólnie z Twiztid, Potluck i Prozakiem wyruszył na trasę koncertową promującą wydaną miesiąc wcześniej płytę W.I.C.K.E.D., Twiztid. Podczas trwania tej trasy, dostępna była EP-ka „End Of Days”, na której znalazł się utwór „Hold On 2 Me”, z gościnnym udziałem Boondoxa.
11 maja 2010 roku wydał swój trzeci studyjny album South of Hell.

## Dyskografia

### Albumy studyjne
- The Harvest (2006)
- Krimson Creek (2008)
- South of Hell (2010)

### Single/EP
- Punkinhed (2007)